# Scar Symmetry
A Scar Symmetry egy svéd, dallamos death metal együttes Avestából.

## Történet
2004 áprilisában alakult meg az Altered Aeon felvételi munkálatainál Jonas Kjellgren Black Lounge stúdiójában. Ugyanebben a hónapban készült az együttes demója a Seeds of Rebellion című számmal, melynek köszönhetően a Scar Symmetry felvételi szerződéseket köthetett a Cold Records-szal (a Metal Blade Records leányvállalata).
2005 júliusában az együttes Black Lounge Studios által elkezdte az első nagylemezük felvételeit, mely a Symmetric in Design címet kapta. Ezt követően európai fesztiválokon léptek fel, valamint turnéztak a Soilwork-kel, Hypocrisy-vel, és a One Man Armyval.
2006 júliusában az együttes egy új szerződést kötött a Nuclear Blast kiadóval. Nyolc hónappal a Symmetric In Design megjelenése után elkezdték a következő, Pitch Black Progress nevet viselő albumuk felvételét. Ismét turné következett a Communic-kal együtt, a 2006-os Waves of Pitch Black Decay turnén Európában léptek fel, illetve Észak-Amerikában a melodic death metal úttörőivel, a Dark Tranquillity, illetve a The Haunted együttesekkel. A The Illusionist című szám premierjére az MTV2-n került sor Headbangers Ball keretében. 2007 szeptemberében újabb észak-amerikai turné következett, ezúttal a Katatonia, az Insomnium és a Swallow the Sun kíséretében Live Consternation Tour néven.
A Scar Symmetry harmadik nagylemeze, a Holographic Universe 2008. június 20-án jelent meg. Ezt követően az együttes nem indult turnézni, majd 2008. szeptember 11-én bejelentették, hogy különválnak az útjaik az énekes Christian Älvestam-mel. Október 6-án hozták nyilvánosságra a Christian Älvestam helyét betöltőket: Roberth Karlsson (hörgés) and Lars Palmqvist (tiszta ének).

## Tagok

### Jelenlegi tagok
- Roberth Karlsson – hörgés (2008 óta)
- Lars Palmqvist – tiszta ének (2008 óta)
- Jonas Kjellgren − gitár, ritmusgitár, zeneszerző (2004 óta)
- Per Nilsson − gitár, ritmusgitár, zeneszerző (2004 óta)
- Kenneth Seil − basszusgitár (2004 óta)
- Henrik Ohlsson − dob, szövegíró (2004 óta)

### Egykori tagok
- Christian Älvestam − ének (2004–2008)

### Ideiglenes szerepek
- Kenneth Seil − élő „durva” ének (2011)
- Henrik Ohlsson − élő gitár (2011)

## Diszkográfia

### Demok
- Seeds of Rebellion (2004)

### Stúdióalbumok
- Symmetric in Design (2005)
- Pitch Black Progress (2006)
- Holographic Universe (2008)
- Dark Matter Dimensions (2009)
- The Unseen Empire (2011)
- The Singularity [Phase I Neohumanity] (2014)

## Videóklipek
- The Illusionist (2006)
- The Illusionist (második verzió, 2006)
- Morphogenesis (2008)
- Noumenon and Phenomenon (2009)
- Ascension Chamber (2009)
- The Singularity (2014)